# 폭력써클
"폭력써클"(Gangster High)은 2006년 개봉한 대한민국의 액션 영화이다.

## 캐스팅
- 정경호 - 이상호 역
- 이태성 - 김재구 역
- 장희진 - 정수희 역
- 연제욱 - 한종석 역
- 김혜성 - 최경철 역
- 이석 - 김창배 역
- 조진웅 - 조홍규 역
- 고규필 - 나상식 역
- 문재원 - 박민수 역
- 양정현 - 조성기 역
- 김소연 - 박미경 역
- 이윤건 - 형사 역
- 원웅재 - 깍두기 역
- 김예령 - 창배 모 역
- 권혁풍 - 재구 부 역
- 이주석 - 담임 역

## 기타
- 독일에서는 등급불가 조치를 받고 4분가량 삭제 후에 FSK 18 등급으로 개봉하였다.